# Народен билтен
„Народен билтен“ (на македонска литературна норма: Народен билтен, тоест Народен бюлетин) е комунистически вестник, двуседмичник, орган на ЮКП за Велес.
Създаден е през юли 1941 година в град Велес. Главни редактори са Страхил Гигов, Димитър Митрев и група студенти начело с Кочо Рацин. Вестникът е печатан в къщите на Нада Бутникошарева, Благой Гьорев, Димко Митрев и Йован Митрев. Издаван е главно във Велес, а някои броеве са издавани в Свети Никола, Струмица, Кавадарци и Щип. Издадени са общо 26 броя. Вестникът спира да излиза поради партийни провали и арести.